# JVKV
JVKV (ursprünglich F4) war eine populäre taiwanische Popband bestehend aus den Sängern Vaness Wu, Vic Zhou, Jerry Yan und Ken Chu, welche auch als Schauspieler fungieren, dadurch ist die Boygroup auch in Japan und auf den Philippinen bekannt.

## Geschichte

### Meteor Garden
Meteor Garden ist eine Ankopplung an der japanischen Manga-Serie Hana Yori Dango. Jerry Yan spielte in der Serie die Hauptrolle eines arroganten, reichen Studenten, welcher sein Gegenstück anhand eines armen Mädchens antrifft und Shan Cai heißt. Diese wird von Barbie Xu gespielt. Vaness Wu, Vic Zhou und Ken Chu spielen die Freunde des Studenten. In der Serie sind die Studenten bekannt und gründen die Band "Flower Four". 2001 wurde Meteor Garden in Taiwan ausgestrahlt. Ein Jahr später wurde die Serie auch in Hongkong, Singapur, Malaysia, Thailand, Indonesien und auf den Philippinen gesendet. Die Fortsetzung Meteor Garden 2 wurde in Spanien gedreht und wurde auch in Kanada und in den USA ein Erfolg.

### Von der Entstehung bis zur Trennung (2001–2003)
2001 wurde F4 als Boygroup von Sony Music Entertainment unter Vertrag genommen und veröffentlichten drei Alben: Meteor Rain, Fantasy 4ever und Waiting For You Here. Zudem veröffentlichte die Band die Coverversion Can't Help Falling In Love von der Band Mandarin, welcher auch in den Soundtrack für die asiatische Version von Lilo & Stitch von Walt Disney aufgenommen wurde. Die englische Songversion wurde von den A*Teens vertont, dieses ist jedoch ein Cover von dem gleichnamigen Song, welcher 1961 von Elvis Presley veröffentlicht wurde. Die Band wurde von Pepsi, Yamaha Motor und von Samuel & Kevin gesponsert. Die taiwanesische Regierung ernannte die einzelnen Bandmitglieder zu Botschaftern, welche die Kampagne „Wish to See You in Taiwan“ starteten. 2003 erhielt die Band den Inspiration Award von MTV Asia verliehen. Noch im selben Jahr trennte sich die Band.

### Wiedervereinigung und Namensänderung
Da sich die Band 2003 auflöste, wurde den Sängern das Recht, den Bandnamen „F4“ zu benutzen von dem japanischen Urheber des Mangas entzogen. Aus diesem Grund, so der Produzent der Serie Meteor Garden, wurde die Band auf „JVKV“ umbenannt. Nach einigen Unstimmigkeiten innerhalb der Band wurde 2007 das dritte Album der Band veröffentlicht. Dieses heißt Waiting For You, jedoch wurde auf dem Cover nicht JVKV, sondern F4 abgedruckt. F4 war die erste ausländische Band, welcher es 2008 in Japan gelang, den Rekord für die meisten Zuschauer seit Jay Chou und Faye Wong zu brechen.

## Solo-Projekte
Seit der Umbenennung kümmern sich die Bandmitglieder mehr um ihre eigenen Solokarrieren. So veröffentlichte Jerry Yan sein Debüt-Solo-Album The First Time. Zudem spielt er seit 2004 in mehreren Filmen und Serien mit.
Vic Zhou veröffentlichte drei Solo-Alben: Make a Wish (2002), Remember I Love You (2004) und I'm Not F4 (2007). Er spielte zudem in einigen taiwanesischen Dramen mit.
Vaness Wu veröffentlichte ebenfalls drei Solo-Alben. Sein Debüt-Album heißt Body Will Sing. Sein zweites Album heißt V.Dubb, so wie er auch genannt wird. Es erschien 2007. 2008 veröffentlichte er mit In Between sein drittes Album. Zudem spielte er in mehreren Musikvideos mit. Er ist auch bei dem Soundtrack von EA Sports "FIFA World Cup 2006" mit dem Song Poker Face vertreten.
Ken Chu hat ein eigenes Buch geschrieben Delicious Relations (2006), ein Kochbuch, da Kochen eines seiner Hobbys ist. 2005 brachte er sein Solo-Album On Ken's Time heraus. 2009 soll sein zweites Album Getting Real erscheinen. Dieses Album soll auch ein paar Bonussongs enthalten.

## Diskografie

### F4
- Meteor Rain (2001)
- Waiting For You Here (2002)
- Fantasy 4ever (2003)

### JVKV
- Waiting For You (2007)

## Solo-Alben

### Ken Chu
- On Ken's Time (2005)
- Getting Real (2009)

### Vic Zhou
- Make a Wish (2002)
- Remember I Love You (2004)
- I'm Not F4 (2007)

### Vaness Wu
- Body Will Sing (2003)
- V.Dubb (2007)
- In Between (2008)

### Jerry Yan
- The first time (2004)